# Great Houghton (South Yorkshire)
Great Houghton – wieś w Anglii, w hrabstwie ceremonialnym South Yorkshire, w dystrykcie metropolitalnym Barnsley. Leży 20 km na północny wschód od miasta Sheffield i 242 km na północ od Londynu. W 2001 miejscowość liczyła 2261 mieszkańców.